# Exoprosopa damarensis
Exoprosopa damarensis är en tvåvingeart som beskrevs av Hesse 1956. Exoprosopa damarensis ingår i släktet Exoprosopa och familjen svävflugor. Inga underarter finns listade i Catalogue of Life.